# Pfarrkirche Alkoven (Oberösterreich)

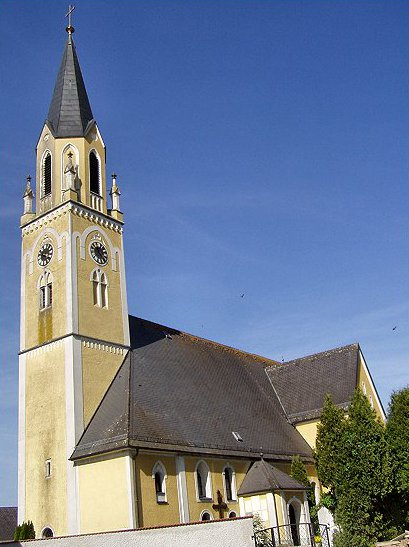
Katholische Pfarrkirche hl. Margareta in Alkoven

Die römisch-katholische Pfarrkirche Alkoven mit dem Patrozinium hl. Margareta steht in der Gemeinde Alkoven im Bezirk Eferding in Oberösterreich. Seit dem 1. Jänner 2023 gehört Alkoven als eine von 10 Pfarrteilgemeinden zur Pfarre Eferdinger Land der Diözese Linz. Das Bauwerk steht unter Denkmalschutz (Listeneintrag).

## Geschichte
Die Kirche wird Ende des 10. Jahrhunderts erstmals urkundlich erwähnt. Der Bau ist eine spätgotische Pseudobasilika, die im 19. Jahrhundert stark umgestaltet wurde.

## Kirchenbau
Kirchenäußeres
Die Kirche ist eine ursprünglich spätgotische Staffelkirche, die im 19. Jahrhundert verändert wurde. Der Westturm stammt aus dem Jahr 1469 und wurde 1879 verändert. Der Spitzhelm ist achtseitig.
Kircheninneres
Die gotische Kirche hat ein dreischiffiges Langhaus  mit sechs Schiffsjochen. Das Langhaus ist netzrippengewölbt und stammt aus der Zeit um 1500. Der Chor ist einjochig und endet im Fünfachtelschluss. Der Chor ist kreuzrippengewölbt. Die zweijochige Westempore ruht auf Kreuzrippengewölbe.

## Ausstattung
Die Ausstattung ist neugotisch. Ein spätgotisches Relief vom Anfang des 16. Jahrhunderts zeigt die „Marter der heiligen Margareta“. Die Orgel im Stil von Aristide Cavaillé-Coll wurde 1997 von Rowan West gebaut.